# Willard Tibbetts
Willard Lewis Tibbetts, Jr. (ur. 26 marca 1903 w Bostonie, zm. 28 marca 1992 w Brewster w stanie Massachusetts) – amerykański lekkoatleta (średniodystansowiec), medalista olimpijski z 1924.
Na igrzyskach olimpijskich w 1924 w Paryżu zdobył brązowy medal w biegu 3000 metrów drużynowo, razem z kolegami z zespołu Edwardem Kirbym i Williamem Coxem. Do wyników drużyny liczyły się miejsca trzech najlepszych zawodników zespołu. Tibbetts zajął indywidualnie 11. miejsce.
Był akademickim mistrzem Stanów Zjednoczonych (IC4A) w biegu na 2 mile w 1925 i 1926.
Pracował jako bankier inwestycyjny w bostońskiej firmie White, Wild & Co.